# Kompanieführer

Parche de cuello del Kompanieführer de las Volkssturm.

El Kompanieführer (traducido al español como, Jefe de Compañía) fue un rango militar alemán existente desde la Primera Guerra Mundial. Originalmente, el título de Kompanieführer estaba en manos del oficial al mando de una compañía de infantería, a menudo un Hauptmann (capitán) o un Oberleutnant (teniente o teniente primero. Después del fin de la Primera Guerra Mundial, el rango se convirtió en el primero de varios rangos de oficiales en los Freikorps.

## Uso
El último uso de Kompanieführer, como rango militar, fue entre 1944 y 1945 en el Tercer Reich cuando los comandantes de las unidades de las Volkssturm ocupaban el puesto. Debido al uso de los títulos de la palabra "Führer", el título de Kompanieführer ya no se emplea en el ejército actual de Alemania.